# ۲۹ نوامبر
۲۹ نوامبر سیصد و سی و سومین (در سال‌های کبیسه سیصد و سی و چهارمین) روز سال در گاه‌شماری میلادی است. ۳۲ روز تا پایان سال باقی‌است.

## رویدادها
- ۱۸۹۰ - قانون اساسی میجی در ژاپن به اجرا درآمد.
- ۱۸۹۹ - باشگاه فوتبال بارسلونا تأسیس شد.
- ۱۹۴۵ - جمهوری فدرال سوسیالیستی یوگسلاوی اعلام موجودیت کرد.
- ۱۹۴۷ - مجمع عمومی سازمان ملل متحد با تصویب قطعنامه ۱۸۱ (۳۳ موافق از جمله ایالات متحده، شوروی و فرانسه، ۱۳ مخالف از جمله ایران، عراق، عربستان سعودی و ترکیه، ۱ غایب یعنی تایلند و ۱۰ ممتنع از جمله چین و بریتانیا) سرزمین فلسطین را به دو کشور فلسطین (۴۵٪) و اسرائیل (۵۵٪) تقسیم کرد.
- ۱۹۵۰ - نیروهای کره شمالی و چین در جریان جنگ کره، قوای سازمان ملل متحد را مجبور به عقب‌نشینی از کره شمالی کردند.
- ۱۹۶۳ - در اثر سانحه در پرواز شماره ۸۳۱ خطوط هوایی کانادا هنگام برخاستن از باند فرودگاه بین‌المللی مونترآل-پییر الیوت ترودو ۱۱۸ سرنشین کشته شدند.
- ۱۹۷۲ - تصویب طرح تقسیم فلسطین به دو منطقه عربی و یهودی در سازمان ملل
- ۱۹۸۷ - در اثر انفجار در پرواز شماره ۸۵۸ خطوط هوایی کره با مقصد بغداد پایتخت عراق بر فراز مرز برمه و تایلند ۱۱۵ تن کشته شدند.
- ۱۹۹۰ - شورای امنیت سازمان ملل متحد با تصویب دو قطعنامه خود را برای اعمال صلح جهانی در صورت عدم عقب‌نشینی نیروهای عراقی از کویت و آزاد شدن تمام گروگان‌های خارجی مختار کرد.
- ۲۰۰۷ - در پی زلزله‌ای به بزرگی ۷٫۴ در مقیاس امواج درونی زمین (ریشتر) در ساحل شمالی جزیره مارتینیک ۶ نفر کشته شدنذ.
- ۲۰۱۰ - همه‌پرسی برای منع ساخت مناره مساجد در سوئیس برگزاری شد.
- ۲۰۱۳ - در اثر سانحه در پرواز شماره ۴۷۰ خطوط هوایی ال‌اِی‌ام موزامبیک ۳۳ تن کشته شدند.

## زادروزها
- ۱۴۲۷ - جنگ‌تونگ، امپراتور مینگ
- ۱۷۱۱ - لائورا باسی، نخستین بانوی اروپایی تحصیل‌کرده در دانشگاه
- ۱۷۹۷ - گائتانو دونیزتی، آهنگساز ایتالیایی.
- ۱۸۰۳ - کریستیان دوپلر،فیزیک‌دان و ریاضیدان اتریشی.
- ۱۸۳۲ - لوییزا می الکات،رمان‌نویس آمریکایی.
- ۱۸۳۵ - تزی شی، ملکه قدرتمند و پرنفوذ دودمان چینگ.
- ۱۸۴۹ - جان آمبروز فلمینگ،مهندس برق و فیزیک‌دان انگلیسی و مخترع دیود.
- ۱۸۵۶ - تئوبالد فن بتمان-هولوگ، سیاست‌مدار آلمانی و صدراعظم این کشور میان سال‌های ۱۹۰۹ تا ۱۹۱۷.
- ۱۸۷۴ - آنتونیو مونیس، متخصص عصب‌شناسی و از توسعه‌دهندگان آنژیوگرافی مغری اهل پرتغال.
- ۱۸۹۸ - سی. اس. لوئیس، نویسنده مشهور ایرلندی و خالق سرگذشت نارنیا.
- ۱۹۰۹ - اوژن یونسکو، نمایش‌نامه‌نویس و نویسنده فرانسوی.
- ۱۹۲۰ - ایگور لیگاچف، سیاست‌مردار روس.
- ۱۹۲۶ - توفیق بهراموف،داور فوتبال اهل شوروی از جمهوری آذربایجان کنونی.
- ۱۹۲۸ - طاهر سالاخوف،نقاش مشهور آذربایجانی و از پیشگامان سبک سخت در هنر نقاشی و نیز «هنر کمونیستی».
- ۱۹۳۱ - شینتارو کاتسو،هنرپیشه، آوازه خوان، کارگردان، نویسنده و تهیه‌کننده ژاپنی.
- ۱۹۳۲ - ژاک شیراک، سیاست‌مدار فرانسوی و رئیس‌جمهور سابق فرانسه.
- ۱۹۳۳ - هورشت آسمی،بازیکن فوتبال و مهاجم اهل آلمان شرقی.
- ۱۹۳۳ - جان مایال،ترانه‌سرا، خواننده و گیتاریست چیره‌دست انگلیسی سبک بلوز.
- ۱۹۳۹ - مکو، تهیّه‌کنندهٔ موسیقی و نوازنده آمریکایی.
- ۱۹۴۲ - آن دانهام، مادر باراک اوباما، مردم‌شناس آمریکایی.
- ۱۹۴۶ - سیلویو رودریگز،خواننده، آهنگساز و گیتاریست کوبایی.
- ۱۹۵۲ - جفری‌دیوید فاهی، بازیگر سینما و تلویزیون آمریکایی.
- ۱۹۵۳ - جوئل کوئن،فیلمساز آمریکایی.
- ۱۹۵۷ - جنت ناپالیتانو، رئیس دانشگاه کالیفرنیا است وی در گذشته وزیر امنیت داخلی بوده‌است.
- ۱۹۵۸ - جان درامانی ماهاما،رئیس‌جمهور کشور غنا.
- ۱۹۵۹ - رام امانوئل، سیاست‌مدار یهودی‌الاصل آمریکایی عضو حزب دموکرات ایالات متحده آمریکا.
- ۱۹۶۴ - دن چیدل،بازیگر و تهیه‌کننده آمریکایی.
- ۱۹۶۴ - کن مونکو،بازیکن فوتبال سابق هلندی.
- ۱۹۶۴ - تام سایزمور،بازیگر آمریکایی.
- ۱۹۷۰ - فرانک دلگادو، نوازنده کیبورد و ترن‌تیبل در گروه دفتونز.
- ۱۹۷۳ - رایان گیگز،فوتبالیست ولزی.
- ۱۹۷۶ - آنا فاریس،بازیگر آمریکایی.
- ۱۹۷۶ - لیندزی بنکو،شناگر اهل کشور ایالات متحده آمریکا.
- ۱۹۷۸ - الساندرو فی، بازیکن والیبال اهل، ایتالیا.
- ۱۹۷۹ - گیم، خواننده رپ و هنرپیشه آمریکایی.
- ۱۹۸۱ - جان کلاسن، تصویرگر و نویسندۀ کانادایی.

## درگذشت‌ها
- ۵۶۱ - کلوتار یکم، شاه فرانک‌ها
- ۱۲۶۸ - کلمنت چهارم، یکی از پاپ‌های کلیسای کاتولیک رم
- ۱۳۱۴ - فیلیپ چهارم، پادشاه فرانسه
- ۱۵۴۴ - چونگ‌جونگ چوسان، یازدهمین پادشاه سلسله چوسان.
- ۱۶۴۳ - کلودیو مونته وردی، آهنگساز ایتالیایی.
- ۱۹۲۴ - جاکومو پوچینی،آهنگساز ایتالیایی.
- ۱۹۳۹ - فیلیپ شایدمان، سیاستمدار عضو حزب سوسیال دموکرات آلمان و صدراعظم جمهوری وایمار.
- ۱۹۵۷ - اریک ولفگانگ کورنگلد، آهنگساز و نظریه‌پرداز اتریشی-آمریکایی.
- ۱۹۷۴ - جیم جی برادوک، بوکسور آمریکایی.
- ۱۹۸۱ - ناتالی وود،بازیگر آمریکایی.
- ۱۹۸۶ - کری گرانت،بازیگر آمریکایی انگلیسی.
- ۱۹۹۶ - دن فلاوین، هنرمند مینیمالیست آمریکایی.
- ۲۰۰۸ - یورن اوتزان،معمار دانمارکی.
- ۲۰۱۰ - موریس ویلکس، دانشمند علوم کامپیوتر اهل بریتانیا

## مناسبت‌ها
- روز جهانی همبستگی با مردم فلسطین
- روز آزادی در کشور آلبانی
- روز جمهوری در کشور یوگسلاوی
- روز اتحاد در کشور وانواتو